# Кевюды
Кевюды — посёлок в Ики-Бурульском районе Калмыкии, административный центр Кевюдовского сельского муниципального образования. Основан в урочище Чикин-Сала на рубеже XIX-XX века
Население - 381 (2012)

## История
Название производно от названия Кевюдовского аймака. Кевюдовский (Кебютовский) аймак имел полуторавековую историю. До революции кочевники жили в кибитках в девяти стойбищах: Шавра хотон, Хурла хотон, Шавтр, Богд-сала, Шалан и другие. В каждом из этих поселений находилось по 5—6 семей, связанных родственными узами. Осёдлое поселение возникает на рубеже XIX-XX века. В начале 1900 года в урочище Чикин-Сала появилось аймачное правление. Постепенно калмыки стали переходить к оседлому образу жизни: рыли землянки, крытые камышом, строили мазанки, использовали для этого саман. Населения, жившего и кочевавшего на огромных степных просторах, насчитывалось примерно 400—450 человек.
После революции в Чикин-Сале был построен стационарный хурул, который действовал до 1935 года.
В 1934 году появились начальная школа, магазин, конюшня. В конце двадцатых годов в ходе коллективизации был образован колхоз имени Амур-Санана. Названия впоследствии изменялись — им. А. Пюрбеева, Ворошилова. До войны хозяйство имело около восьми тысячи овец, более семисот голов скота, две с половиной сотни лошадей, полтысячи коз, десятки верблюдов. Хозяйство относилось к Приютинскому улусу Калмыцкой АССР.
28 декабря 1943 года калмыцкое население было депортировано, посёлок, как и другие населённые пункты Приютинского улуса Калмыцкой АССР, был передан Ставропольскому краю. В конце сороковых здесь была образована ферма совхоза № 4 (им. Ленинского комсомола). Впоследствии земли территорию использовали под отгонные пастбища колхозов и совхозов соседнего Ставропольского края и близлежащих областей.
Калмыцкое население стало возвращаться после отмены ограничений по передвижению в 1956 году. Посёлок возвращён вновь образованной Калмыцкой автономной области в 1957 году.
Активное развитие поселения началось после образования Ики-Бурульского района. Недолго существовала Ново-Манычская МЖС. В 1966 году был организован совхоз «Кевюдовский». Начали интенсивно строить жильё, объекты соцкультбыта, производственные помещения, набирали силу животноводство и растениеводство. Поголовье овец доходило до 27 тыс., КРС до 3,5 тысячи. 
Впоследствии одна из ферм перешла к вновь образованному совхозу "Чограйский". На подведомственной сельскому совету территории были расположены два хозяйства, школы, учреждения торговли, соцкультбыта. Проживало свыше 1700 человек. В самом посёлке в конце 1980-х проживало около 670 человек.
Глубокий финансово-экономический кризис 1990-х привёл к снижению объёмов сельскохозяйственного производства и резкому сокращению численности населения посёлка.

## Физико-географическая характеристика
Посёлок расположен в пределах Ергенинской возвышенности, относящейся к Восточно-Европейской равнине, у реки Улан-Зуха, на высоте 45 метров над уровнем моря. Рельеф местности холмистый, развита овражно-балочная сеть. В границах посёлка имеется пруд. Почвы - каштановые солонцеватые и солончаковые, а также солонцы луговатые полугидроморфные.
По автомобильной дороге расстояние до столицы Калмыкии города Элиста составляет 63 км, до районного центра посёлка Ики-Бурул - 40 км. Близ посёлка (в 2,4 км) проходит региональная автодорога Элиста - Арзгир - Будённовск - Минеральные Воды.
Климат
Климат континентальный, засушливый, с жарким летом и относительно холодной и малоснежной зимой (согласнo классификации климатов Кёппена - семиаридный (индекс BSk)). Среднегодовая температура воздуха положительная и составляет + 10,1 °C, средняя температура самого жаркого месяца июля + 24,9 °С, самого холодного месяца января - 4,1 °С. Расчётная многолетняя норма осадков - 336 мм. Наименьшее количество осадков выпадает в феврале (норма осадков - 17 мм). Наибольшее количество - в июне (48 мм).
Часовой пояс
Кевюды, как и вся Республика Калмыкия, находится в часовой зоне МСК (московское время). Смещение применяемого времени относительно UTC составляет +3:00.

## Население
| 2002 | 2010 | 2012 |
| ---- | ---- | ---- |
| 422  | ↘397 | ↘381 |

Национальный состав
Согласно результатам переписи 2002 года большинство населения посёлка составляли калмыки (92 %)

## Социальная сфера
В посёлке действуют средняя школа, офис врача общей практики, отделение связи.

## Известные жители и уроженцы
- Надбитов, Пётр Тимофеевич (род. 1938 г.) — Герой Калмыкии, первый калмыцкий балетмейстер, создатель и художественный руководитель Государственного театра танца «Ойраты».